# Saint-Philbert-sur-Boissey
Saint-Philbert-sur-Boissey is een gemeente in het Franse departement Eure (regio Normandië) en telt 130 inwoners (1999). De plaats maakt deel uit van het arrondissement Bernay.

## Geografie
De oppervlakte van Saint-Philbert-sur-Boissey bedraagt 3,0 km², de bevolkingsdichtheid is 43,3 inwoners per km².
De onderstaande kaart toont de ligging van Saint-Philbert-sur-Boissey met de belangrijkste infrastructuur en aangrenzende gemeenten.

## Demografie
Onderstaande figuur toont het verloop van het inwonertal (bron: INSEE-tellingen).

1. ↑  Populations de référence 2022.